# دلفين الأمازون
دولفين الأمازون أو الدولفين الوردي (الاسم العلمي: Inia geoffrensis)، هي دلافين نهرية تنتشر في أنهار اورينوكو، الأمازون، أراكوايا/توكانتينز، في البرازيل، بيرو، بوليفيا، الإكوادور، كولومبيا، وفنزويلا.
يشتهر باسم دولفين بوتو، بوفيو، بوتو فرملهو، بوتو كور-ده-روزا، والدلفين الوردي.

## الوصف
يشبه الدولفين الرمادي الشائع إلى حد كبير، ولكنه أكثر طولاً ولا يملك زعنفة ظهرية، وعوضاً عن ذلك يملك حدبة لحمية. يأخذ جلده اللون الرمادي وتنتشر البقع الوردية التي تختلف من دولفين لآخر.
يمتلك الدولفين الوردي رقبة غير مدمجة بالفقرات لذلك يمكنه أن يدور برقبته 180 درجة بدون عناء كما يملك قدرة رائعة على المناورة وسط جذوع الأشجار التي تتخلل مياه نهر الأمازون لكي يحصل على فريسته.
يمتلك الدولفين الوردي أسنان تجعله يستطيع التأقلم مع الحياة في النهر فهو يملك ما يقارب من 100 سنة تمكنه هذه الأسنان من أن يمسك بالفريسة بإحكام وقوة فهي تسحق أي فريسة بسهولة لذلك لا يُنصح السياح بالسباحة بالقرب منه حتى لا يتعرضون للأذى.
للدولفين الوردي فم طويل يشبه فم التمساح فهو يُعد مثالي للعيش في النهر كما يعد صيادا محترفا فهو يظل متابعا للسمكة التي اتخذها فريسة له حتى لو في أعمق أعماق المياه.
تكاثر هذه الحيوانات المائية في فصول الفيضان والتي تكون في شهر أبريل وهذا هو الوقت الوحيد من السنة الذي تجد فيه الدلافين الوردية مجتمعة مع بعضها في مجموعات كبيرة.
يتحول الدولفين الوردي في الليل إلى اللون البرتقالي لإغواء الإناث، يحاول التكاثر مع العديد منهم ثم يعود لحياته الطبيعية في النهار.

## التصنيف
حالياً تم التعرف على ثلاث أنواع فقط من دولفين الأمازون، وهما:
- I. g. geoffrensis — ينتشر في أحواض الأمازون وأراكوايا/توكانتيز
- Inia geoffrensis humboldtiana|I. g. humboldtiana — ينتشر في حوض اورينوكو.
- الدولفين البوليفي — وسينتشر في الحوض الفرعي البوليفي لنهر الأمازون.

## معرض صور

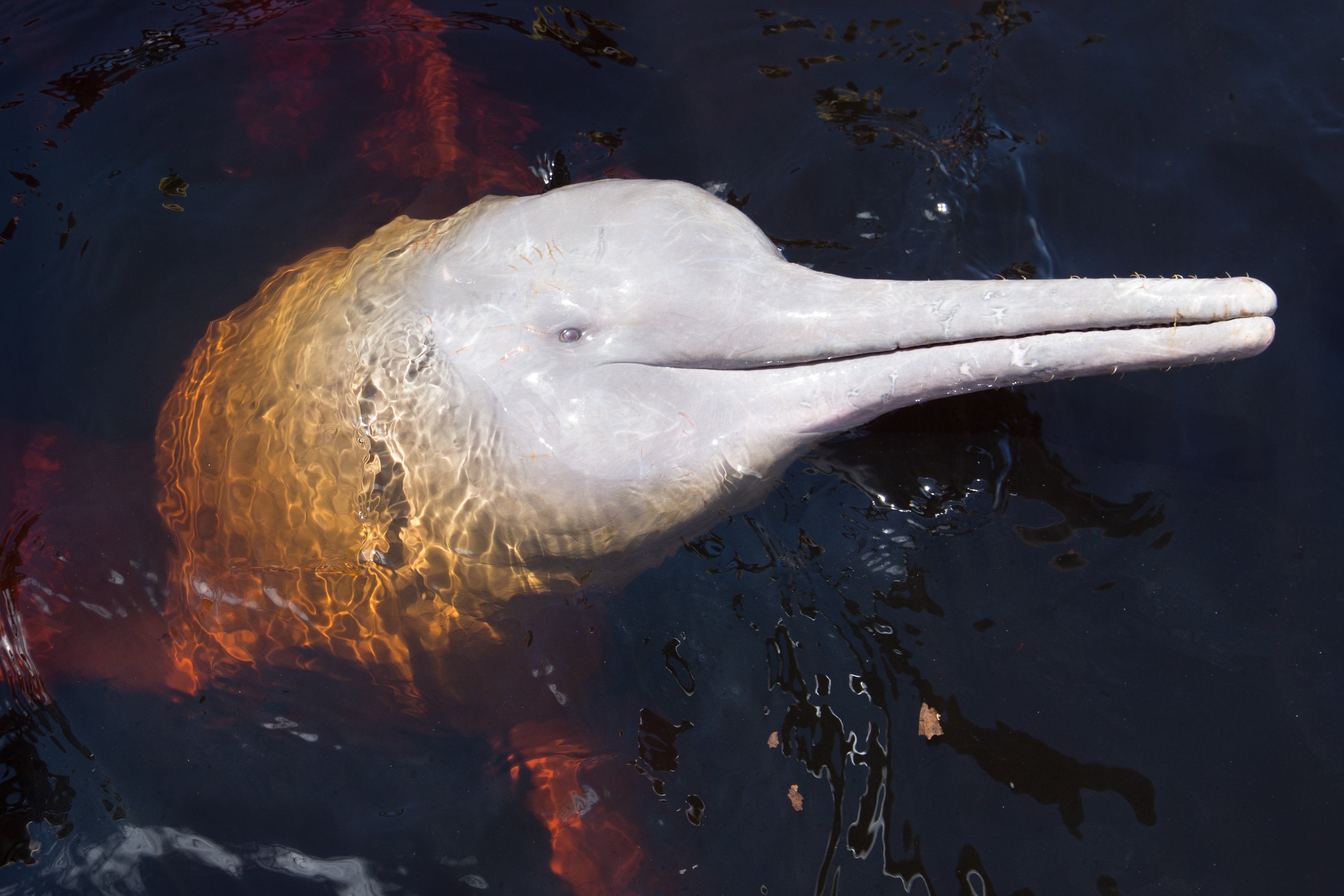
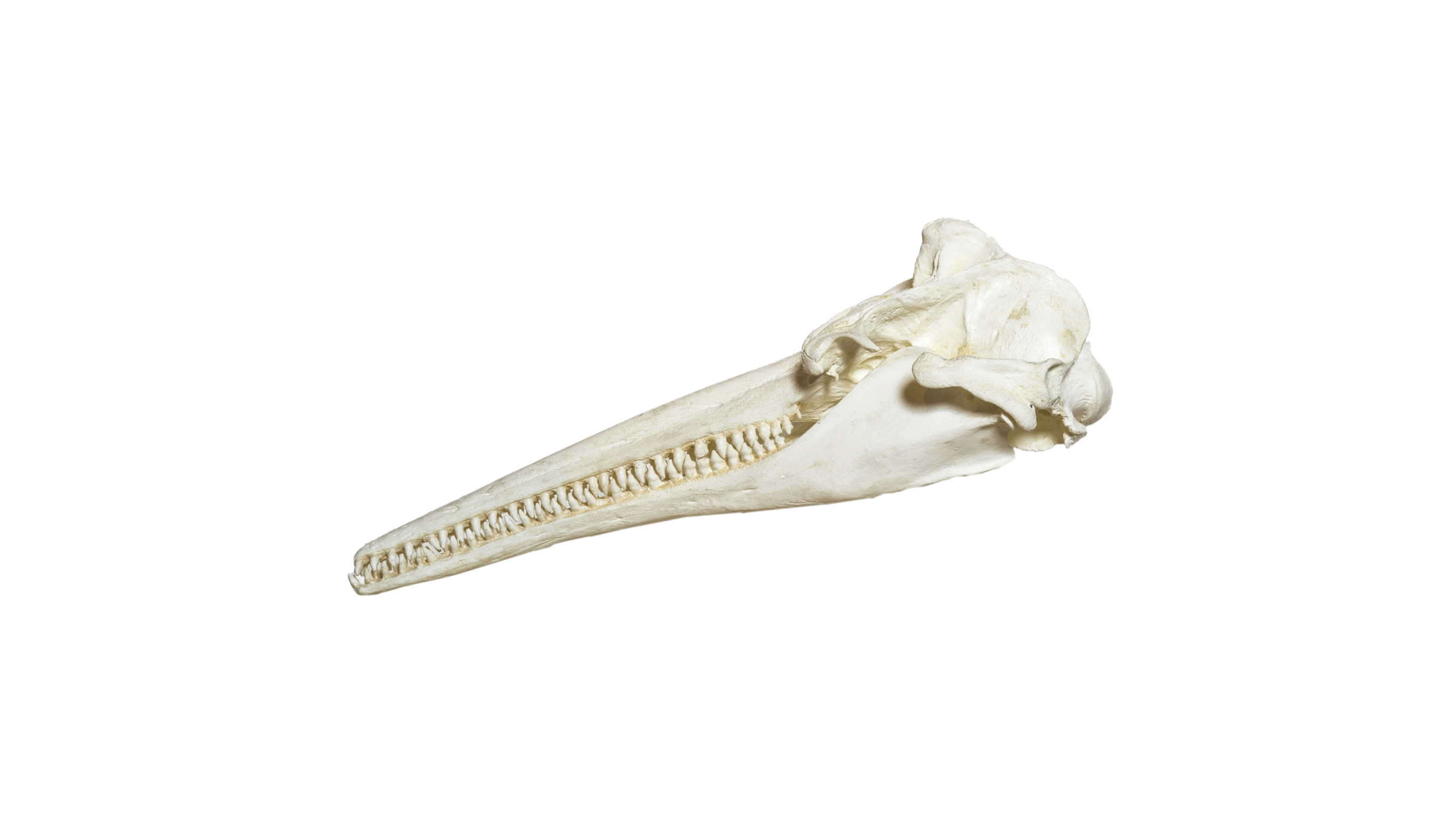
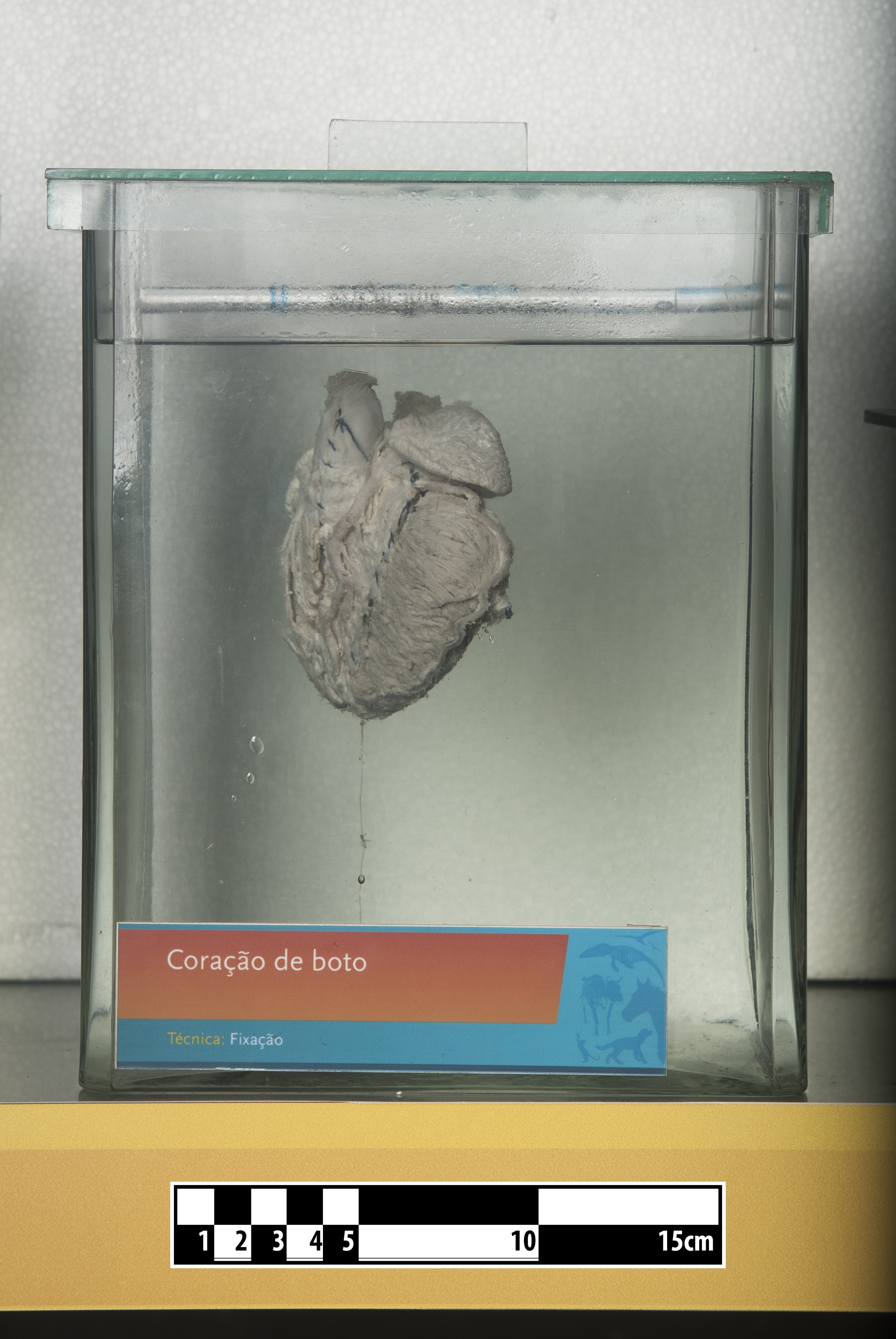

## وصلات خارجية
- Omacha Foundation—A non-government and non-profit organization created to study, research and protect river dolphins and other fauna and aquatic ecosystems in Colombia. Winner of the 2007 Whitley Awards (UK).
- Projeto Boto نسخة محفوظة 26 مايو 2007 على موقع واي باك مشين.—A non-profit research project that is increasing knowledge, understanding and the conservation prospects of the Amazon's two endemic dolphins—the Amazon river dolphin (Inia geoffrensis) and the tucuxi (Sotalia fluviatilis).
- River Dolphin Research Program—Amazon innovative research project totally devoted to the study of the ecology and conservation of river dolphins in the Amazon basin, based in the Federal University of Western Pará (UFOPA). The scope of this research project focuses on ecological studies, as well as the impact that human activities have on their survival.
- Convention on Migratory Species page on the Amazon Dolphin
- The Nature Conservancy works to protect habitat for the Amazon river dolphin
- Animal Info page on the Amazon river dolphin
- June 2009 National Geographic story on Amazon river dolphin
- World Wide Fund for Nature (WWF) species profile for River Dolphins
- Amazon river dolphins Being Slaughtered for Bait
- Convention on Migratory Species page on the Amazon river dolphin
- Voices in the Sea - Sounds of the Amazon River Dolphin
- Pink dolphins of the Amazon